# بابلو لاريوس
بابلو لاريوس إيواساكي (من مواليد 31 يوليو 1960) حارس مرمى كرة القدم سابق من المكسيك من أصول يابانية. كان حارس مرمى نادي زاكيتيباكونادي كروز آزول ونادي بويبلا ونادي توروس نيزا. لعب لمنتخب المكسيك لكرة القدم في نهائيات كأس العالم لكرة القدم عام 1986، عنما وصلت المكسيك للدور الربع نهائي و وشارك أيضا في بطولة كونكاكاف عام 1919  كما شارك في بطولة العالم للشباب لكرة القدم 1979.
أصبح مدرب حراس المرمى في كأس العالم لكرة القدم 2006 تحت إشراف ريكاردو لافولبي.

## وصلات خارجية
- بابلو لاريوس على موقع الاتحاد الدولي (مؤرشف)  (الإنجليزية)
- بابلو لاريوس على موقع قاعدة بيانات كرة القدم.إي يو (الإنجليزية)
- بابلو لاريوس على موقع ناشيونال فوتبول تيمز (الإنجليزية)
- بابلو لاريوس على موقع عالم كرة القدم.نت (الإنجليزية)